# 22497 Іммануельфукс
22497 Іммануельфукс (22497 Immanuelfuchs) — астероїд головного поясу, відкритий 30 травня 1997 року.
Тіссеранів параметр щодо Юпітера — 3,283.